# (6707) Shigeru
(6707) Shigeru est un astéroïde de la ceinture principale.

## Description
(6707) Shigeru est un astéroïde de la ceinture principale. Il fut découvert le 13 novembre 1988 à Kitami par Masayuki Yanai et Kazuro Watanabe. Il présente une orbite caractérisée par un demi-grand axe de 2,29 UA, une excentricité de 0,18 et une inclinaison de 6,2° par rapport à l'écliptique.

## Compléments